# Annihilator
Annihilator — канадський гурт, творчість якого відносять до стилю техно-треш.
Значну частину творчості Annihilator відносять до стилю техно-треш, хоча частину можна класифікувати як прогресивний метал. Канадці грають дуже віртуозно і дотепно, а гітарні соло Вотерса часом просто вражають уяву несподіваною зміною настроїв аж до джаз-рокових вставок. З всіх випущених альбомів відверто слабких немає, але найцікавішим залишається дебютний альбом.

## Історія
Annihilator утворилася наприкінці 1980-х у Ванкувері на хвилі повального захоплення треш-металом, інспірованої Metallica і Megadeth. Лідер Annihilator — гітарист (часом і бас-гітарист), автор пісень, продюсер Джеф Вотерс (Jeff Waters); інші музиканти часто змінювалися і найчастіше були не більш ніж «найманцями». Так, у списках музикантів, що брали участь у записі дебютника «Alice in Hell» (1989), значилися вокаліст Ренді Рампадж (Randy Rampage), ударник Рей Хартманн (Ray Hartmann), басист Вейн Дерлі (Wayne Darley) і гітарист Ентоні Грінхем (Anthony Greenham), однак реальний вклад у роботу внесли тільки перші двоє. Успіх дебютного диску був досить значним, він відразу задав могутній імпульс подальшій кар'єрі гурту (деякі навіть вважають «Alice in Hell» найкращим альбомом Annihilator). Рампадж і Грінхем покинули гурт до початку роботи над наступним диском «Never, Neverland» (1990), який також був сприйнятий з ентузіазмом. Вакантні місця зайняли вокаліст Кобурн Фарр (Coburn Pharr) і гітарист Дейв Скотт Девіс (Dave Scott Davis).
Наступні три роки гурт гастролював, знову змінюючи склад. Альбом «Set the World on Fire» (з Аароном Ренделом (Aaron Randall) на вокалі) вийшов, за загальною думкою більш комерційним, що було аж ніяк не прихильно сприйнято шанувальниками. Згодом Вотерс повернувся до характерно трешового звучання і, схоже, більш не збирається від нього відходити. Альбоми «King of the Kill» (1995) і «Refresh the Demon» (1996) вважаються хорошими зразками жанру. У гурту були певні складності з «розкручуванням» у США, що були переборені після підписання контракту з лейблом CMC International наприкінці 1990-х. У 2000 році повернувся вокаліст оригінального складу Ренді Рампадж, з яким (а також з Хартманом, Девісом і басистом Расселом Бергкуістом (Russell Bergquist)) був записаний альбом «Criteria For A Black Widow». Втім, Ренді незабаром знову покинув гурт, і диск 2001 року «Carnival Diablos» записувався вже з вокалістом Джо Комю (Joe Comeau), екс-Overkill (гурт).

## Учасники гурту
- Джеф Вотерс (Jeff Waters) — гітара, бас, вокал (1984-)
- Дейв Педден (Dave Padden) — вокал, гітара (2003-)
- Альберто Капузано (Alberto Campuzano) — бас-гітара (2010-)

Сесійні та концертні учасники
- Раян Егоф — ударні

## Дискографія
| 1989 | Alice In Hell               | Roadrunner |
| 1990 | Never, Neverland            | Roadrunner |
| 1993 | Set the World On Fire       | Roadrunner |
| 1994 | Bag of Tricks (compilation) | Roadrunner |
| 1994 | King of the Kill            | MFN        |
| 1996 | Refresh the Demon           | MFN        |
| 1996 | In Command (live '89-'90)   | Roadrunner |
| 1997 | Remains                     | MFN        |
| 1999 | Criteria for a Black Widow  | Roadrunner |
| 2001 | Carnival Diablos            |            |
| 2002 | Waking the Fury             |            |
| 2004 | All for You                 |            |
| 2005 | Schizo Deluxe               |            |
| 2007 | Metal                       |            |
| 2010 | Annihilator                 |            |
| 2013 | Feast                       |            |
| 2015 | Suicide Society             |            |
| 2017 | For the Demented            |            |
| 2020 | Ballistic, Sadistic         |            |